# Rodrigo Barriuso
Rodrigo Barriuso (l'Havana, 1988) és un cineasta cubà, resident al Canadà.

## Biografia
Graduat en Història de l'Art a la Universitat de l'Havana. Va cursar estudis de cinema a Toronto (Canadà) i Londres (Regne Unit). Ha col·laborat amb diferents galeries en l'Havana i Toronto i ha produït instal·lacions de vídeo per a exhibicions al Royal Ontario Museum a Toronto, i MUMOK (Museu d'Art Modern de Viena).

## Filmografia
- 2018. Un traductor (Canadà-Cuba, 2018) (Codirecció amb el seu germà Sebastián)
- 2014 Boys on Film 11: We Are Animals (segment "For Dorian")
- 2012 For Dorian (Curt, 13 min.)

## Premis
- 2013. Millor pel·lícula o vídeo canadenc, Festival de Cinema Inside Out Toronto LGBT per For Dorian.[2][3]
- 2018. Millor caracterització, Festival de Cinema llatí de Seattle per Un Traductor.
- Premi del públic, Festival de Trieste de pel·lícules llatinoamericanes.
- Millor direcció, Festival Internacional de Cinema de Xangai.[4]
- 2019. Millor pel·lícula d'Amèrica i el Carib en el Festival Internacional de Cinema de Panamà.[5]
- Premi del públic, Pune International Film Festival (PIFF).
- Premi Golden Goblet, Millor direcció, Festival Internacional de cinema de l'Índia.

## Nominacions
- 2018. Millor fotografia en el Festival International de Cinema de Guadalajara.
- 2018. Gran premi del jurat, per Un Traductor, al Festival de cinema de Sundance.